# Libcom.org
Libcom.org je internetový zdroj informací, týkající se levicových antikapitalistických sociálních hnutí, jako je například anarchismus a marxismus. Internetová stránka zahrnuje rozsáhlou knihovnu, obsahující téměř 20 000 článků, knih, pamfletů a časopisů. Dále je možné na ní nalézt fórum, blogy a mezinárodní zpravodajství s informacemi o dělnických hnutích z celého světa.
Webová stránka byla založené ve Velké Británii v roce 2003, tehdy ještě jako enrager.net, předtím než se v roce 2005 změnila na libcom.org (libertarian communism).
Libcom.org je pravidelně sledován po celém světě. Nejpopulárnější je ve Spojených státech, Indii, Jižní Africe a ve Velké Británii.